# Johannes Humlum
Johannes Peter Christian Nikolaj Humlum (Holstebro, 14 juli 1911 - 13 juni 1990) was een Deense geograaf, werkzaam aan de Universiteit van Aarhus. Hij is vooral bekend geworden als auteur van de eerste moderne studie over de geografie, cultuur en geschiedenis van het toenmalige koninkrijk Afghanistan. Er bestonden nog nauwelijks gedetailleerde kaarten van het land en het land was nog niet eerder onderwerp geworden van een systematische geografische studie. Wel waren er inmiddels reeds diverse incidentele reisverslagen van buitenlanders verschenen en zojuist ook één enkele provisorische reisgids: ´´Guide to Afghanistan´´ van Mohammed Ali (in 1958). 
Humlum besteedde besteedde bijzondere aandacht aan het belang van irrigatie voor de plaatselijke landbouw, in het bijzonder in de zuioostelijke provincie Kandahar.
Humlum was eerder reeds wegens zijn verdiensten voor de Deense wetenschap bevorderd tot ridder van de 1e graad van Dannebrog, lid van het bestuur van de Deense Natuurhistorische Vereniging (1936-38), secretaris van de Geografforeningen in 1938-1940, voorzitter 1942-44, lid van de raad van de Koninklijke Deense Geografische Vereniging en van UNESCO's hydrologische decenniumcommissie en haar commissie voor de irrigatie van droge gebieden. 
Na het verschijnen van zijn studie over Afghanistan werd hij benoemd tot erelid van de Sociéta Geografica Italiana, lid van de Learned Society, oprichter en secretaris van Forum Geographicum, lid van de commissie van het Deense Stedelijk Planning Laboratorium inzake landplanning 1960-62, van de Danmarks Naturfredningsforening's planningscommissie en van de vervuilingscommissie, evenals van de universitaire planningscommissie van het Ministerie van Onderwijs van 1962 en 1963-70, van de instandhoudingsplancommissie voor de gemeente Vejle en vanaf 1972 voorzitter van de commissie voor de bestrijding van vervuiling van de Danmarks Naturfredningsforening (Deens natuurbeschermingsvereniging).
Humlum werd gasthoogleraar aan de Universiteit van Minnesota en de Universiteit van Washington 1950, en kreeg een UNESCO--leerstoel aan de Universiteit van Dacca in het toenmalige Oost-Pakistan (het huidige Bangla Desh), aan de Universiteit van Californië in 1964 en 1970, aan de Universiteit van Newcastle in 1965, de universiteiten van Göteborg en Umeå in 1966, 1972 en 1973 en aan Poolse universiteiten in 1967. In 1960 werd aan hem in Parijs de Liederkerke-Beaufort-prijs van de Feanse Société de Géographie in toegekend.

## La géographie de l'Afghanistan (1959)
In 1950 publiceerde Humlum zijn eerste voorlopig impressies in Pirzada, Rejser i Indien of Afghanistan.
Humlums hierop volgende publicatie over het toenmalige koninkrijk La géographie de l'Afghanistan in 1959 was een rapportage van de derde Deense geografische expeditie naar Centraal-Azië (onder meer naarAfghanistan en de grensgbieden van Tibet in 1947-1954, onder leiding van Prins Peter I van Denemarken en Griekenland (1908-1980). Humlum nam deel aan een deel van deze expeditie , in het voorjaar en de zomer van 1948. Hij zou zich voornamelijk bezig houden met het geïrrigeerde gebied rond de oase van Pirzada, nabij Kouchk-i-Nakhoud op het zuidelijk Afghaans plateau 60 km ten westen van Kandahar. 
Later tijdens deze expeditie overleed de initatiefnemer Henning Haslund-Christensen, op 12 september 1946 in het hoofdkwartier in Kaboel. Een volgende expeditie zou ter ere van hem de Henning Haslund-Christensens Minde Ekspedition 1953-1955 til Afghanistan worden genoemd. Het verslag daarvan verscheen in 1956. Het rapport van de derde expeditie zelf was reeds in 1949 verschenen in het Deense Geografisk Tidsskrift. 
Gedurende de jaren 50 werkte Humlum samen met Morgens Køye en Klaus Ferdinand aan een omvangrijk en gedetailleerd  Franstalig tweedelig over land en volk van Afghanistan. M.Køye schreef een hoofdstuk over de vegetatie van het land. K.Ferdinand schreef een hoofdstuk over de nomaden in Afghanistan, aan de hand van de gegevens verzameld tijdens de Henning Haslund-Christensens Minde Ekspedition 1953-1955 til Afghanistan.
´´La géographie de l'Afghanistan´´ was de eerste westerse studie van een dergelijke omvang die verscheen m.b.t. land en volk van Afghanistan. In 1952 was er inmiddels ook een eerste rapportage van de UNESCO verschenen.
Voor Humlum was zijn studie over Afghanistan, waarin de resultaten werden verwerkt van drie Deense expedities naar het land, slechts een van velerlei projecten. Het zou in 1959 in twee delen worden uitgegeven als een samenwerkingspoject van vier wetenschappelijke uitgeverijen in Kopenhagen, Stockholm, Oslo en Helsinki. Het eerste deel betrof een studie van land en volk van 419 paginaś. Het tweede deel van het werk betrof als appendix een gedetailleerde kaart van een typisch Afghaans oase-landschap Paysage d'oasis après de Pirzada. 
De in 1959 verschenen, 26 hoofdstukken tellende eindrapportage van Humlum zou enige tijd de status genieten als het gezaghebbende standaardwerk, tot het in de jaren 70 verschenen Afghanistan van de Amerikaanse onderzoeker Louis Dupree. Dupree zou zich samen met zijn echtgenote  ontwikkelen tot ¨de¨ onbetwiste westerse Afghanistan-kenners bij uitstek, toen dit land zich inmiddels verder opende voor de buitenwereld en een republiek zou worden.

## Indeling van Afghanistan door Humlum in 10 fysisch-geografische ´´provincies´´
Op grond van waterscheidingen, hoogte boven de zeespiegel en klimaatkenmerken kwam Humlum in zijn werk tot een indeling van het land in tien ´´natuurlijke provincies´´, waarbij hij met name het percentage van de hoogteligging boven de zeespiegel in aanmerking nam. Deze provincies zijn niet te verwarren met de meer dan 30 administratieve provincies van het land. 
- ´´Afghanistan Est´: het Oosten - 11,7 % van het landoppervlak (hoogte: 15,5% tussen 600-1800 m boven de zeespiegel, 82,3% tussen 800-3000 m en 2,2 bven de 3000 m);
- ´´Afganistan Sud´: het Zuiden - 23,3 % van het landoppervlak (hoogte: 19,7% tussen 300-600 m, 80% tussen 600 - 1800 m, 0,3% tussen 1800 - 3000 m;
- ´´Afghanistan Central´´: het Centrum - 25,8 van het landoppervlak (hoogte:16,1 % tussen 600 - 1800 m, 59,8 % tussen 1800 - 3000 m en 24,1% boven de 3000 m);
- ´´Afghanistan Ouest´, het Westen - 7,3 % van het landoppervlak (hoogte: 97,0 % tussen 600 - 1800 m en 3,0% t
- ´´Afghanistan Nord-Ouest´, het Noordwesten - 4,8 % van het landoppervlak
- ´´Afghanistan Nord´, het Noorden - 14,5 % van het landoppervlak (hoogte: 6,1% laer dan 300 m, 29,0% tussen 300-660 m, 48,6% tussen 600-1800 m en 16,3% tussen 1800-3000 m);
- ´´Nouristan´´ ofwel Nuristan (een afgelegen gebied, samenvallend met de gelijknamige administratieve provincie), ten noorden van de adminstratieve provincie Nangarhar en aan de noordzijde afgeschermd door zeer hoge bergtoppen met grote gletsjergebieden - 2,4 % van het landoppervlak (hoogte: 17,8 % tussen 600 - 1800m, 41,4% tussen 1800 - 3000 m, 40,8 % boven 3000 m);
- ´´Badakchan´´ ofwel Badakshan (eveneens samenvallend met de huidige gelijknamige administratieve provincie - 6,0 % van het landoppervlak (hoogte: 4,2% tussen 300 - 600 m, 32% tussen 600 - 1800 m, 36,2% tussen 1800 - 3000 m en27,5 % boven 3000 m);
- ´´Wakhan´ (de in uiterst noordoostelijke riching uitlopende smalle corridor in de richting van de grens met China - 1,7 % van het landoppervlak (hoogte: 17,1 % russen 1800 - 3000 m en 82,9 % boven 3000 m);
- ´´Afghanistan de Moussons´: het moessonale Afghanistan, 2,5 % van het landoppervlak (hoogte: 5,1% tussen 300 - 800 m, 74,3% tussen 600 - 1800 m 3n 20,4 % tussen 1800 - 3000 m. Deze fysisch-geografische ´´provincie´´bestond uit enkele niet aangelegen gebieden tot waar de jaarlijks terugkerende moessonregens van het Indiase subcontinent doordringen. Tot deze fysisch-geografische provincie rekende Humlum onder meer de omgeving van de stad Jalalabad in de huidige provincie Nangarhar, waar het klimaat inderdaad sterk onder invloed staat van het Indiase subcontinent (het kan er daardoor ´s zomers zeer heet worden (ofschoon niet zo heet als in Zaranj aan de grens met Iran, de hoofdstad van de afgelegen en dunbevolkte westelijke provincie Nimruz, die als de heetste plaats van Afghanistan geldt, waardoor daar de teelt van andere, zelfs typisch tropische landbouwgewassen mogelijk is: onder meer zelfs van bananen.

Deze indeling door Humlum in tien ´´natuurlijke provincies´´ zou later door anderen worden betwist; onder meer ook de indeling van Jalalabad bij de ´´moessonale provincie´´. Dupree zou in zijn later verschenen studie het land onderverdelen in elf andere ´´geografische zones´´.

## Publicaties (selectie)
- Kouchk-i-Nakhus - Carte du paysage d´oasis près de Pirzada topografische kaart (1949)
- Rejser i Indien of Afghanistan (1950)
- L´agricuture pae irrigaruib en Afghanistan (Comptes rendus du XVIe Congrès International de Géographie, Tome III, pp.318-328 (1951)
- La géographie de l'Afghanistan - Étude d'un pays aride (1959), m.m.v. Morgens Køle en Klaus Ferdinand; met als bijlage een gedetailleerde kaart van het gebied rond de oase Pirzada.
- Kulturgeografisk Atlas
- Geographie des Maisbaus
- Water Development and Water Planning in the Southwestern United States

## Geînspireerde literatuur (fictie)
- ´´Caravan´´, James A, Michener, uitg. Random House, 1963 (later ook edities getiteld ´´Caravans´´, geïllustreerd met zwart-wit-foto´s van de couleur locale gemaakt door Peter Hunter van ´´Peter Hunter Press Features´; )
- ´´Karavaan in Afghanistan´´, geautoriseerde Nederlandse vertaling door H.P. van den Aardweg, uitg. A.J.G.Strenholt NV, Amsterdam, 1966